# Olivier Rolin
Olivier Jean Rolin, mais conhecido como Olivier Rolin (Boulogne-Billancourt, 17 de Maio de 1947), é um escritor francês, considerado um dos melhores da sua geração.

## Biografia
Olivier Rolin passou a sua infância no Senegal, estudou no Lycée Louis-le-Grand e na École normale supérieure em França. É licenciado em Filosofia e em letras e membro dirigente da frente maoista proletária francesa.
Colaborou com os jornais Libération e Le Nouvel Observateur.
É irmão da escritora Jean Rolin.
As suas obras em Portugal foram lançadas pela Dom Quixote e Asa.

## Obras literárias

### Romances
- 1983 - Phénomène futur
- 1987 - O bar da ressaca (Original:Bar des flots noirs)
- 1993 - L'Invention du monde
- 1994 - Porto Sudão (Original:Port-Soudan)
- 1998 - Cerco de Cartum  (Original:Méroé)
- 2000 - La langue
- 2000 - Mal placé
- 2002 - Tigre de papel (Original:Tigre en papier)
- 2004 - Hotel Crystal (Original:Suite à l'hôtel Crystal)
- 2006 - Rooms
- 2008 - Um caçador de Leões (Original:Un chasseur de lions)
- 2014 - O meteorologista (Original:Le météorologue)
- 2015 - À y regarder de près (com:Érik Desmazières)

### Viagens
- 1986 - Athènes
- 1987 - En Russie
- 1988 - Sept villes
- 1989 - La Havana (com Jean-François Fogel e Jean-Louis Vaudoyer)
- 1997 - Mon galurin gris:petites géographies
- 1999 - Paisagens originais (Original:Paysages originels)
- 2010 - Baku,últimos dias (Original:Bakou, derniers jours)
- 2011 - Sibérie
- 2014 - Solovki, la bibliothèque perdue (Fotografias:Jean-Luc Bertini)

## Prémios literários
- 1994 - Prémio Femina
- 2003 - Prémio France Culture

## Nomeações prémios literários
- Prémio Goncourt (Finalista)